# Marpissa civilis
Marpissa civilis är en spindelart som beskrevs av Eduardo Ladislao Holmberg 1876. 
Marpissa civilis ingår i släktet Marpissa och familjen hoppspindlar. Inga underarter finns listade i Catalogue of Life.